# David May
David May (Oldham, 24 juni 1970) is een voormalig betaald voetballer uit Engeland, die van 1988 tot 2004 doorgaans als centrale verdediger en alternatief als vleugelverdediger speelde. May kwam achtereenvolgens uit voor Blackburn Rovers, Manchester United, Huddersfield Town en Burnley. Hij won onder meer tweemaal de Premier League en de FA Cup, en één keer de UEFA Champions League met Manchester United. 

## Erelijst
Manchester United
- Premier League: 1996, 1997
- FA Cup: 1996, 1999
- Community Shield: 1994, 1996
- UEFA Champions League: 1999